# .vg
.vg è il dominio di primo livello nazionale assegnato alle Isole Vergini Britanniche.
Originariamente amministrato dalla Pinebrook Developments, in seguito allo scioglimento della società la gestione era in carico a AdamsNames, tuttavia nel 2013 due diverse società (una delle quali rinominata Meridian TLD) hanno rivendicato il controllo del dominio che è stato trasferito alla tedesca KSregistry GmbH.